# يان ديكسون
يان ديكسون (بالإنجليزية: Ian Dickson)‏ هو صحفي ومدير مواهب بريطاني، ولد في 28 مارس 1963 في برمنغهام في المملكة المتحدة.

## وصلات خارجية
- الموقع الرسمي
- يان ديكسون على موقع IMDb (الإنجليزية)
- يان ديكسون على موقع قاعدة بيانات الفيلم (الإنجليزية)